# وراتاره
وراتاره (به صربی: Vratare) یک منطقهٔ مسکونی در صربستان است که در کروشواتس واقع شده‌است. وراتاره ۴۶۲ نفر جمعیت دارد.